# Колервил (Тенеси)
Колервил (енгл. Collierville) град је у америчкој савезној држави Тенеси.

## Демографија
По попису из 2010. године број становника је 43.965, што је 12.093 (37,9%) становника више него 2000. године.
| Група             | 2000.          | 2010.          |
| Белци             | 28.337 (88,9%) | 34.344 (78,1%) |
| Афроамериканци    | 2.337 (7,3%)   | 4.771 (10,9%)  |
| Азијати           | 467 (1,5%)     | 3.123 (7,1%)   |
| Хиспаноамериканци | 481 (1,5%)     | 1.154 (2,6%)   |
| Укупно            | 31.872         | 43.965         |